# Важа-Пшавела
Важа-Пшавела (на грузински: ვაჟა-ფშაველა) е псевдоним на Лука Разикашвили, грузински поет и писател, който е сред класиците на новата грузинска литература.
Роден е в село Чаргали през 1861 г. Завършва Педагогическото училище в Гори. Посещава 2 години Санктпетербургския университет, след което е учител по грузински.
Възпява живота на грузинските планинци и красотата на родния край.

## Творчество
- „Алуда Кетелаури“ – поема, 1888 г.
- "Ранената пантера" – стихотворение, 1890 г.
- „Бахтриони“ – поема, 1892 г.
- „Клетникът“ – драма, 1894 г.
- „Змейояд“ – поема, 1901 г.